# سفارة الهند في بنما
سفارة الهند في بنما هي أرفع تمثيل دبلوماسي لدولة الهند لدى بنما. تقع السفارة في مدينة بنما وهي تهدف لتعزيز المصالح الهندية في بنما.

## وصلات خارجية
- قائمة سفارات الهند
- قائمة السفارات في بنما